# Красный Восход (Дагестан)
Красный Восход (станица Красновосходская) — село в Кизлярском районе Дагестана. Входит в состав Красноармейского сельсовета.

## Географическое положение
Населённый пункт расположен на правом берегу реки Таловка, к западу от центра сельского поселения — села имени Жданова, в 1,5 км к западу от города Кизляр.

## История
Село было основано в 1880-х годах на землях, принадлежавших садовладельцу К. Мамаджанову, и первоначально получило название Мамаджановское. В первые годы советской власти в селе была создана коммуна «Красный Восход», национализировавшая сады и виноградники Мамаджанова.
В это же время село было переименовано по названию коммуны в «Красный Восход». В 1930-е годы на базе коммуны создается колхоз «Красный Восход», к которому в результате укрупнения присоединяются участки в селах Некрасовка (Кизлярский район) и Сары-Су (Шелковской район ЧИ АССР).

## Население
| 1970 | 1989  | 2002  | 2010  | 2021  |
| ---- | ----- | ----- | ----- | ----- |
| 769  | ↗1069 | ↗1531 | ↗1684 | ↗2262 |

Национальный состав
По данным Всероссийской переписи населения 2010 года:
| № | Национальность | Численность, чел. | Доля   |
| - | -------------- | ----------------- | ------ |
| 1 | аварцы         | 1166              | 69,2 % |
| 2 | русские        | 230               | 13,7 % |
| 3 | лакцы          | 129               | 7,7 %  |
| 4 | цахуры         | 36                | 2,1 %  |
| 5 | даргинцы       | 31                | 1,8 %  |
| 6 | рутульцы       | 28                | 1,7 %  |
| 7 | другие         | 64                | 3,8 %  |

По данным Всероссийской переписи населения 2010 года, в селе проживало 1684 человека (827 мужчин и 857 женщин).
До 1970-х годов население состояло преимущественно из русских. С 1980-х годов началось массовое переселение горцев из Ботлихского (годоберинцы), а с 1990-х годов из Цунтинского районов Дагестана. В настоящее время в селе проживают представители более 15 народностей.

## Промышленность
В селе до 1990-х годов действовала агрофирма (бывший колхоз) «Красный Восход». На землях центральной усадьбы колхоза «Красный восход» возделывался виноград, было развито садоводство (яблоневый и айвовый сады), огородничество, выращивался рис.
На территории земель Некрасовского участка (село Некрасовка, Кизлярского района) было развито молочное и мясное животноводство (КРС), на территории участка Сары-Су (Шелковской район ЧИАССР) — выращивались зерновые культуры.
В 1990-е годы колхоз был реорганизован в акционерное общество и имущество и земли розданы акционерам. В настоящее время на землях Некрасовского участка функционирует агрофирма «Кизлярагрокомплекс».

## Инфраструктура
В селе функционирует средняя общеобразовательная школа, дом культуры, мечеть.